# Cornelius Nantko Renken
Cornelius Nantko Renken (Cornjum, 19 juni 1903 – 16 juni 1981) was een Nederlands politicus van de PvdA.
Hij werd geboren in een dorp in de toenmalige gemeente Leeuwarderadeel als zoon van Nantko Cornelius Renken (1873-1929; predikant) en Froukje Pieterdina Koning (1876-19??). Hij is in 1929 aan de Rijksuniversiteit Groningen afgestudeerd in de rechten. Door de crisis was het moeilijk om een baan te vinden bij de rechterlijke macht. Zo was hij enige tijd journalist. Later werd hij waarnemend griffier bij het kantongerecht in Groningen maar na twee jaar raakte hij die baan kwijt door opheffing van kantongerechten. Verder was hij onder andere volontair bij de gemeentesecretarie van eerst Noorddijk en daarna Vlagtwedde. Renken werd in oktober 1937 benoemd tot burgemeester van Idaarderadeel. In maart 1944 werd hij ontslagen en later dat jaar kreeg Idaarderadeel een NSB-burgemeester. Na de bevrijding keerde Renken terug als burgemeester. Eind 1954 volgde zijn benoeming tot burgemeester van Epe. In juli 1968 ging hij met pensioen en midden 1981 overleed hij kort voor zijn 78e verjaardag.